# Hoplocnemis hylax
Hoplocnemis hylax är en skalbaggsart som beskrevs av Fabricius 1775. Hoplocnemis hylax ingår i släktet Hoplocnemis och familjen Melolonthidae. Inga underarter finns listade i Catalogue of Life.